# 楊鎮 (藝人)
楊鎮（1987年3月13日—），臺灣男演員。

## 生平
楊鎮在學生時代參加籃球系隊。而在他服兵役期間的11個月，是人生中最大的轉捩點。之後進入演藝圈，從連續劇中開始展露頭角

## 影視作品

### 長篇電影
- 2012《飲食男女：好遠又好近》 飾 Pub舞者
- 2014《痞子英雄2：黎明再起》
- 2018《憨嘉》 飾 世昌
- 2022《流麻溝十五號》飾 王銘

### 電視電影
- 2022《虎虎生風》

### 網路劇 / 短片
- 2018《音為愛上你》飾鄭大樹
- 2019《150米的人生可能》 飾LOVE
- 2019《我在台61，發現動人的幸福故事》 飾重機騎士

### 電視劇
| 年份   | 播出頻道             | 劇名                  | 飾演               |
| ------ | -------------------- | --------------------- | ------------------ |
| 2011年 | 中視                 | 料理情人夢            | Peter              |
| 2012年 | MTV                  | PM10-AM03             | 阿鎮               |
| 2012年 | 湖南衛視             | 轉身說愛你            | 宋晨曦的衝浪店好友 |
| 2012年 | 緯來電視網           | 躲貓貓                | 李維新(阿比)       |
| 2014年 | 三立都會台           | 回到愛以前            | 陸向凱             |
| 2014年 | 三立都會台           | 22K夢想高飛           | 林鳴宏             |
| 2014年 | 酷瞧                 | 大人的殿堂            | 魏中雄             |
| 2015年 | 三立都會台           | 軍官·情人             | 黎志翔             |
| 2016年 | 三立都會台           | 1989一念間            | 林小龍             |
| 2016年 | 公視                 | 滾石愛情故事-寫一首歌 | 國倫               |
| 2016年 | 中視、中天綜合台     | 讓愛飛揚              | 戎皓揚             |
| 2017年 | 三立都會台           | 只為你停留            | 孟國柱 (阿柱)      |
| 2017年 | 三立都會台           | 已讀不回的戀人        | 周立豹             |
| 2018年 | KKTV                 | 美男魚澡堂            | Pual               |
| 2018年 | 台視、東森綜合台     | 艾蜜麗的五件事        | 李宸逵             |
| 2019年 | 大愛電視台           | 最美的相遇            | 陳亞羽             |
| 2020年 | 三立都會台、華視主頻 | 廢財闖天關            | 雷神               |
| 2022年 | 原住民族電視台       | 愛的立方體            | 守義               |
| 2023年 | 中視                 | 開創者                | 王昆山             |
| 2024年 | 三立都會台           | Q18量子預言           | Ken                |
| 2024年 | MyVideo、friDay影音  | 妮波自由式            | 顏子翔             |
| 2025年 | 公視                 | 郵票與舒芙蕾          |                    |
| 2025年 | 大愛電視台           | 臥龍好歲月            |                    |

## 舞台劇
2011 果陀劇場《我是油彩的化身》

## MV演出
- 楊丞琳《未來哈囉》
- 鍾潔希《愛在轉瞬間》
- 楊瑞代《剝削愛情》
- 林俊傑《裂縫中的陽光》
- CIRCUS《最後這一課》
- 郭靜《回憶的閣樓》
- 潘瑋柏《華麗進行曲》
- 李雨寰《玉魂》
- 王詩安《你好嗎》
- 陶喆x關詩敏《好好說再見》
- 楊培安《心不跳了》
- 王晴《小小》

## 外部連結
- 楊鎮的Facebook專頁
- 楊鎮的Instagram帳戶